# إيفان ميراندا
إيفان ميراندا (بالإسبانية: Iván Miranda Chang)‏ هو لاعب كرة مضرب بيروفي، ولد في 8 مارس 1980 في ليما في بيرو.

## وصلات خارجية
- إيفان ميراندا على موقع رابطة محترفي التنس (الإنجليزية)
- إيفان ميراندا على موقع الاتحاد الدولي لكرة المضرب (الإنجليزية)
- إيفان ميراندا على موقع كأس ديفيز (الإنجليزية)
- إيفان ميراندا على موقع خلاصة التنس.كوم (الإنجليزية)